# エビ中らんどっ!
『エビ中らんどっ!』（エビちゅうらんどっ）は、2013年1月14日深夜から2013年12月25日深夜まで、TBSテレビにて月曜日から水曜日の深夜に放送されていた私立恵比寿中学の出演するバラエティ番組。TBSテレビショッピング番組『カイモノラボ』内の1コーナーの扱いであり、開始時刻は日によって異なった。
『エビ中らんどっ!』放送終了後、『エビ中Hiらんどっ!』、『エビ中島!!!』、『エビ宙!!!!』と番組がリニューアルされ、『カイモノラボ』内の私立恵比寿中学の一連のミニ番組シリーズは2013年1月14日深夜から2016年7月13日深夜までの約3年半続いた。
『エビ中Hiらんどっ!』、『エビ中島!!!』、『エビ宙!!!!』についても当ページで後述する。

## 概要
私立恵比寿中学のメンバー9人の個性が、夢と魔法であふれるファンタジーランド「EBICHU LAND」と融合するという趣旨で様々な企画を行っていく。
2014年1月13日深夜からは『エビ中Hiらんどっ!』というタイトルとなり、番組がリニューアルされた。
地上波で放送したものを再構成して、CSのTBSチャンネルでも30分版としてシリーズ化された。

## エビ中Hiらんどっ!
『エビ中Hiらんどっ!』（エビちゅうハイらんどっ）は、2014年1月13日深夜から2014年12月23日深夜まで、TBSテレビにて月曜日から水曜日の深夜に放送されていた私立恵比寿中学の出演するバラエティ番組。TBSテレビショッピング番組『カイモノラボ』内の1コーナーの扱いであり、開始時刻は日によって異なった。

### 概要
「EBICHU LAND」に別れを告げたはずの私立恵比寿中学のメンバーは、新たなる大地 「EBICHU Hi LAND」へと迷い込み、様々なアドベンチャーに挑戦していくという趣旨で様々な企画を行っていく。
2015年1月12日深夜からは『エビ中島!!!』というタイトルとなり、番組がリニューアルされた。
地上波で放送したものを再構成して、CSのTBSチャンネルでも30分版としてシリーズ化された。

## エビ中島!!!
『エビ中島!!!』（エビちゅうアイらんどっ）は、2015年1月12日深夜から2015年12月28日深夜まで、TBSテレビにて月曜日から水曜日の深夜に放送されていた私立恵比寿中学の出演するバラエティ番組。TBSテレビショッピング番組『カイモノラボ』内の1コーナーの扱いであり、開始時刻は日によって異なった。

### 概要
「EBICHU Hi LAND」にいたはずの私立恵比寿中学のメンバーが突如大海原をいく船の上に出現したという設定のもと、様々な企画に挑戦しながら、伝説の島を探す旅にでるという趣旨で様々な企画を行っていく。
2016年1月11日深夜からは『エビ宙!!!!』というタイトルとなり、番組がリニューアルされた。
地上波で放送したものを再構成して、CSのTBSチャンネルでも30分版としてシリーズ化された。

## エビ宙!!!!
『エビ宙!!!!』（エビちゅう）は、2016年1月11日深夜から2016年7月13日深夜まで、TBSテレビにて月曜日から水曜日の深夜に放送されていた私立恵比寿中学の出演するバラエティ番組。TBSテレビショッピング番組『カイモノラボ』内の1コーナーの扱いであり、開始時刻は日によって異なった。

### 概要
『エビ中島!!!』にて私立恵比寿中学メンバーを乗せていた船が突然宇宙船に変形をして浮き上がり宇宙へ飛び出したという設定のもと、宇宙船となった船に搭載された人工知能であるキットが示す「一番星」を取りに行くため、様々な星雲を巡っていくという趣旨で様々な企画を行っていく。
当番組終了をもって、『エビ中らんどっ!』から約3年半続いていた『カイモノラボ』内の私立恵比寿中学の一連のミニ番組シリーズは幕を閉じた。
地上波で放送したものを再構成して、CSのTBSチャンネルでも30分版としてシリーズ化された。

## スタッフ
エビ中らんどっ!
- TM: 徳竹敦史
- TD: 森哲郎、寺尾昭彦
- チーフカメラ: 秋本新一
- カメラ: 鈴木博之、依田純、藤本剛
- VE: 宮本民雄
- 音声: 小山太
- フロア音声: 仲山一也、佐藤竜也
- CG: 大宮司徳盛、岩屋朝仁、八木真一郎
- メイク: 宮川朋子
- 音効: 加藤博紀
- MA: 劉宗隆
- タイトルデザイン: 前田亮
- ナレーター: 吉田明世（TBSアナウンサー）
- スチール: 難波宏、京介
- ホームページ: 山本倫子
- AP: 田中慎二
- ディレクター: 高橋大地
- 作家: 上野耕一郎、早野円
- 演出: 東小野誠
- 企画プロデュース: 長田直樹
- エグゼクティブプロデューサー: 安倍純子
- 制作協力: CYRING
- 制作著作：TBSテレビ

エビ中Hiらんどっ!
- ナレーター: 吉田明世（TBSアナウンサー）
- TM: 徳竹敦史
- TD: 寺尾昭彦
- チーフカメラ: 秋本新一
- カメラ: 鈴木博之、亀山壮一郎、吉田洸
- VE: 木野内洋、下山剛司、姫野雅美
- 音声: 小山太
- フロア音声: 下村晴之、髙瀬りお、長倉佳奈子
- CG: 大宮司徳盛、岩屋朝仁
- メイク: 宮川朋子、木村芽生
- スチール: 難波宏、京介
- タイトルデザイン: 前田亮
- 音効: 加藤博紀
- MA: 劉宗隆
- 作家: 上野耕一郎
- AD: 福井花、五味渕千明
- ディレクター: 高橋大地
- AP: 田中慎二
- 演出: 東小野誠
- 企画プロデュース: 長田直樹
- エグゼクティブプロデューサー: 安倍純子
- 制作協力: CYRING
- 制作著作：TBSテレビ

## 関連商品
Blu-ray＆DVD
エビ中らんどっ!
- エビ中らんどっ!自由度120％ディレクターズカット版 (1) ＋初回限定特典リアル 3D (レンチキュラー) 4巻収納BOX（2013年9月27日、TBS）
- エビ中らんどっ!自由度120％ディレクターズカット版 (2)（2013年11月29日、TBS)
- エビ中らんどっ!自由度120％ディレクターズカット版 (3)（2014年1月31日、TBS）
- エビ中らんどっ!自由度120％ディレクターズカット版 (4)（2014年3月28日、TBS）

エビ中Hiらんどっ!
- エビ中Hiらんどっ!無限の自由!ディレクターズカット版 (1)（2014年9月12日、TBS）
- エビ中Hiらんどっ!無限の自由!ディレクターズカット版 (2)（2014年11月21日、TBS)
- エビ中Hiらんどっ!無限の自由!ディレクターズカット版 (3) ＋ 初回限定5巻収納 BOX (リアル3D仕様)（2015年1月23日、TBS）
- エビ中Hiらんどっ!無限の自由!ディレクターズカット版 (4)（2015年3月20日、TBS）
- エビ中Hiらんどっ!無限の自由!ディレクターズカット版 (5)（2015年4月17日、TBS)
- エビ中Hiらんどっ!無限の自由!ディレクターズカット版 5巻組BOX（2015年4月17日、TBS)

エビ島!!!
- エビ中島！！！モラトリアムは永遠に ディレクターズカット版【3巻組BOX】（2015年11月27日、TBS)
- エビ中島！！！モラトリアムは永遠に　ディレクターズカット版①（2015年11月27日、TBS)
- エビ中島！！！モラトリアムは永遠に　ディレクターズカット版②（2015年11月27日、TBS)
- エビ中島！！！モラトリアムは永遠に　ディレクターズカット版③（2015年11月27日、TBS)
- エビ中島！！！モラトリアムは永遠に ディレクターズカット版 BOX２【3巻組】（2016年5月27日、TBS)
- エビ中島！！！モラトリアムは永遠に　ディレクターズカット版④（2016年5月27日、TBS)
- エビ中島！！！モラトリアムは永遠に　ディレクターズカット版⑤（2016年5月27日、TBS)
- エビ中島！！！モラトリアムは永遠に　ディレクターズカット版⑥（2016年5月27日、TBS)

エビ宙!!!!
- エビ宙!!!!～覚醒の刻　ディレクターズ カット版① ＋ 全巻収納BOX（2016年7月22日、TBS)
- エビ宙!!!!～覚醒の刻　ディレクターズ カット版②（2016年9月23日、TBS)
- エビ宙!!!!～覚醒の刻　ディレクターズ カット版③（2016年11月25日、TBS)
- エビ宙!!!!～覚醒の刻　ディレクターズ カット版【３巻組BOX】（2016年11月25日、TBS)